# Наримський хребет
Нари́мський хребе́т, — гірський хребет на півдні Алтаю, у Східноказахстанський області Казахстану.
- Висота до 2533 м.
- Довжина 120 км.

Складений палеозойськими пісковиками, конгломератами, сланцями, туфами, прорваними інтрузіямі гранітів.
На крутому північному схилі до висоти 1300 м — березові, вище модринові, а по долинах ялиново-ялицево-кедрові ліси. Південний схил покритий типчаково-ковиловими степами, чагарниками і лукостепямі. Вище 1800 м — субальпійське рідколісся, альпійські луки.
| Казахстан | Це незавершена стаття з географії Казахстану. Ви можете допомогти проєкту, виправивши або дописавши її. |